# 奈傑爾·米爾斯

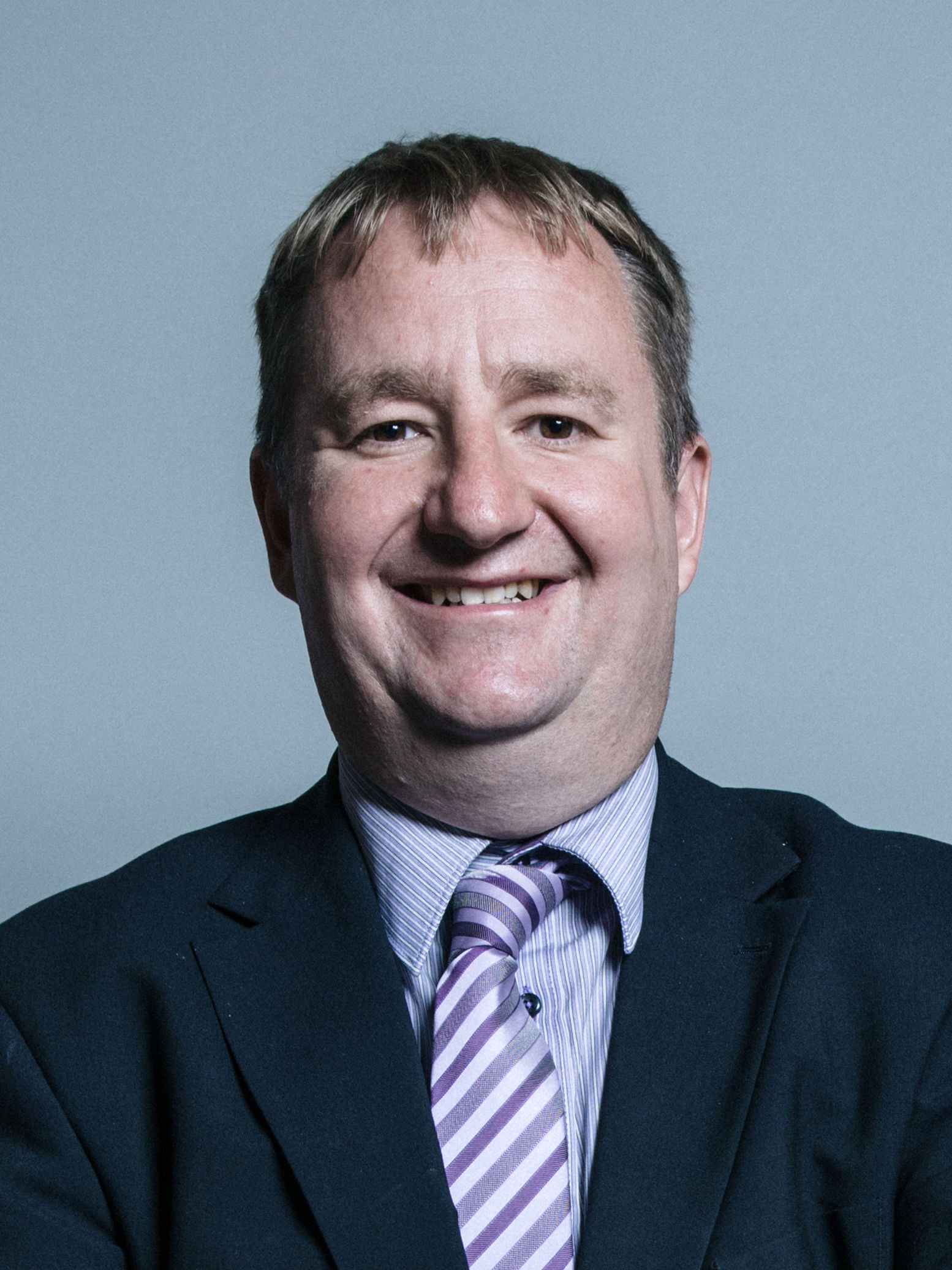
奈杰尔·米尔斯的官方照

奈傑爾·米爾斯（英語：Nigel Mills，1974年—）是一位英格蘭政治人物，他的黨籍是保守黨。自2010年開始，他擔任安伯瓦利選區選出的英國下議院議員。在踏入政壇之前他是一位會計師。